# Берёзка (Старорусский район)
Берёзка — деревня в Старорусском муниципальном районе Новгородской области, с весны 2010 года относится к Великосельскому сельскому поселению. На 1 января 2011 года постоянное население деревни — 105 жителей, число хозяйств — 42.
Деревня находится на Приильменской низменности на высоте 52 м над уровнем моря. Деревня расположена в полутора километрах к западу от посёлка при станции Тулебля, в 25 к западу от Старой Руссы.

## Население
| 2010 | 2011 | 2012 | 2013 |
| ---- | ---- | ---- | ---- |
| 95   | ↗105 | ↘94  | ↗103 |

## История
Первое упоминание о Берёзке соотносят с упоминанием 1498 году в Писцовых книгах Шелонской пятины у реки Полисть, но река расположена в 15 км восточнее. До весны 2010 года входила в ныне упразднённое Тулебельское сельское поселение.